# 道格拉斯嶺
道格拉斯嶺（英語：Douglas Range）是南極洲的山嶺，全長120公里，從尼古拉斯山一直延伸至埃德雷德山，最高點海拔高度約3,000米，該山嶺在1909年1月9日由法國探險隊發現。